# 坦托·坎贝尔
坦托·坎贝尔（英語：Tanto Campbell，1986年1月15日—），牙买加男子田径运动员。他曾代表牙买加参加2004年、2008年和2012年夏季残疾人奥林匹克运动会田径比赛，获得二枚铜牌。